# 聖斯蒂芬斯 (北卡羅萊納州)
聖斯蒂芬斯（英語：St. Stephens）是位於美國北卡羅萊納州卡托巴縣的普查規定居民點。

## 人口
根據2020年美國人口普查的數據，聖斯蒂芬斯的面積為24.99平方千米，當中陸地面積為24.08平方千米，而水域面積為0.91平方千米。當地共有人口8852人，而人口密度為每平方千米354.22人。